# Sauranthura rapanui
Sauranthura rapanui is een pissebed uit de familie Anthuridae. De wetenschappelijke naam van de soort is voor het eerst geldig gepubliceerd in 2003 door Brian Frederick Kensley.